# Hódmezővásárhelyi zsinagóga
A szecessziós stílusú Hódmezővásárhelyi zsinagóga a Szent István tér 2. szám alatt található. Az épületet 1850 és 1989 között többször bővítették, felújították, 2004-ben a környezetével együtt a holokauszt 60. évfordulójára újult meg.

## Története
Hódmezővásárhelyen a zsidó hitéletről 1810-től vannak adatok. Az első imaház építése 1833-ban kezdődött meg a Károlyi György földesúrtól adományozott telken. A hitéleti központot fokozatosan bővítették, s 1850-re vált szükségessé nagyobb, a megnövekedett közösség igényeit kielégítő imaház felépítésére. Az új zsinagóga Busch Miklós szentesi építőmester tervei alapján 1857-re készült el.
Időközben a zsidó közösség megtízszereződött, és 1905-re újabb bővítés vált szükségessé. A következő évben kiírt pályázatot Müller Miksa nyerte, akinek szecessziós épületei máig meghatározóak a dél-alföldi szecesszió szempontjából. Az átalakítás, mely 1908-ban zárult le főleg a főhomlokzatot érintette, míg a zsinagóga többi részét csak kis mértékben változtatták meg. A középkori katedrálisok kapuzatát idéző porta felett szecessziós rózsaablak található, mely körül a héber felirat magyar jelentése: „Azt mondom az Örökkévalóról: menedékem és váram, Istenem, akiben bízom.”
A holokauszt során a hódmezővásárhelyi zsidóság létszáma töredékére zsugorodott, megkezdődött az épület fokozatos romlása.

## Napjainkban

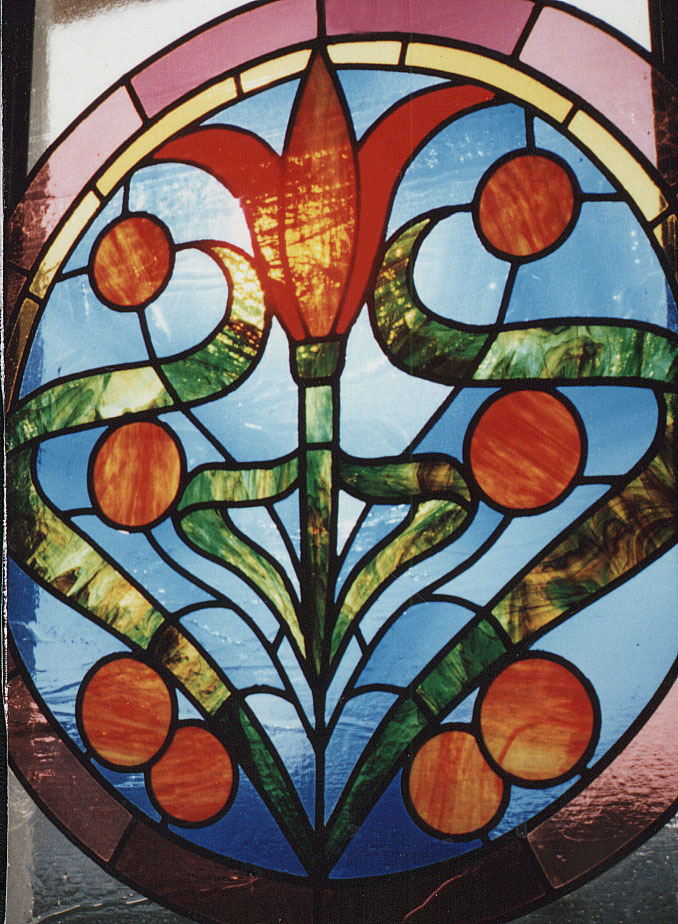
A megújult rózsaablak (részlet)

Az épület a nyolcvanas évekre életveszélyessé vált, az összedőlés veszélye fenyegette. A zsinagógát 1984-ben a Város megvásárolta a hitközségtől. 1989-ben kezdődtek nagymértékű felújítások Sisa Béla műemlékvédelmi szakember, építész irányításával. Ekkor újultak meg az időközben szinte teljesen elpusztult díszes üvegablakok Kovács Júlia Ferenczy Noémi-díjas üvegművész és férje Szilágyi András közreműködésével. Az épületen 2004-ben további felújításokat eszközöltek, környezetével együtt a holokauszt 60. évfordulójára újult meg. Jelenleg teljes pompájában fogadja a látogatókat.
Az épület különleges abból a szempontból is, hogy eredeti berendezéseivel együtt maradt meg. A különleges, kézzel faragott padok eredeti állapotukban maradtak fenn. Ezeket is helyreállítva láthatjuk ma a zsinagógában. Az épület melletti egykori zsidó iskolában Holokauszt Emlékközpont működik, az épület a hitélet mellett rendezvények számára is helyet biztosít.

## Filmfelvétel
- https://www.youtube.com/watch?v=7l_pzKT3sVg